# Cunife
Cunife es una aleación de cobre (Cu), níquel (Ni), y hierro (Fe), y en algunos casos algo de cobalto (Co). La aleación tiene el mismo coeficiente de dilatación lineal que ciertos tipos de vidrio, y por lo tanto es un material ideal para sellado de uniones vidrio-metal, como los conectores metálicos externos de bombillas y válvulas termoiónicas. Tiene propiedades magnéticas y puede ser utilizado para la fabricación de imanes.
Fernico es otra aleación multicomponente que posee propiedades similares.

## Composición
- Cunife I, a veces llamada Magnetoflex, tiene una composición de 60% Cu, 20% Ni, y 20% de Fe.[1]
- Cunife II tiene una composición de 60% Cu, 20% Ni, 2,5% Co, y 17,5% de Fe.

## Aplicaciones
Por ser dichas aleaciones altamente resistentes al agua de mar, los productos de Cunife se usan en muchas aplicaciones relacionadas con el área marítima, como por ejemplo, en sistemas conductores de agua de mar: circuitos refrigerantes de agua de mar, desagües.
Por sus propiedades de remanencia magnética (B= 0,54 tesla= 5400 Gauss y de coercitividad magnética (H= 44000 Amperio-vuelta/metro= 550 oersted) es utilizada para la construcción de imanes.